# Fatal Labyrinth
Fatal Labyrinth (LABYRINTH OF DEATH 死の迷宮?, Labyrinth of Death: Shi no Meikyū) è un videogioco di ruolo prodotto da SEGA. Originariamente distribuito nel 1990 tramite Sega Meganet, il gioco è stato convertito per Sega Mega Drive l'anno seguente. Incluso nella raccolta Sega Mega Drive Ultimate Collection per Xbox 360 e PlayStation 3, il gioco è stato pubblicato nel 2010 su Steam per Microsoft Windows.
Il videogioco è molto simile a Dragon Crystal, distribuito nel 1991 per Sega Master System e Game Gear.

## Trama
Il giocatore controlla Trykaar, un non meglio descritto eroe che ha deciso di entrare in un labirinto proibito, combattere vari mostri e risalire sino al 30º piano, per sconfiggere il malvagio drago che minaccia Dragonia e che ha rubato il Santo Calice. L'eroe può parlare con gli abitanti del villaggio per ricevere avvisi prima di entrare nel labirinto. Dopo aver ripreso il calice e sconfitto il drago l'eroe vola su di questo fino al villaggio, dove gli abitanti lo plaudono e ringraziano per la missione svolta.

## Modalità di gioco
Ogni livello, così come gli oggetti ed i mostri in esso contenuti, è generato casualmente. Ogni azione compiuta dal giocatore fa compiere un'azione dai mostri (dunque se non ci si muove il gioco è in pausa). Si possono trovare varie armi, sia per il corpo a corpo sia da distanza, armature, pozioni, bastoni magici, anelli incantati, pergamene di incantesimi, cibo, oro (che, a differenza di come consuetamente il suo uso costituisca una semplice forma di denaro, ha l'unico scopo di abbellire la tomba in caso di game over). Ogni oggetto può essere usato come arma da lancio. All'inizio ogni oggetto ha effetti sconosciuti, ed il giocatore può scoprire gli effetti o usando l'oggetto o lanciando un incantesimo apposito; gli effetti dello stesso oggetto cambiano da partita a partita (per esempio la pozione marrone può essere la pozione della vita in una partita e della fame in un'altra).
Ogni cinque livelli si ha il checkpoint. Per finire un livello si deve arrivare alle scale per il livello superiore; in alcuni livelli vi sono delle botole che fanno cadere al livello inferiore. Importante nel gioco è il cibo: quando sazio il giocatore ripristina gradualmente punti ferita, se affamato li perde; se mangia troppo diventa lento (i mostri hanno più di un'azione per ogni azione dell'eroe) e si può arrivare a morire per il troppo cibo.
È uno dei primi RPG ispirati al celebre Rogue (Roguelike) ed è simile a Mystery Dungeon: Shiren the Wanderer.